# Xerocomus
Xerocomus es un género de hongos considerado muy cercano al género Boletus. Muchos micólogos no reconocen esta distinción y generalmente se considera a Xerocomus un sinónimo de Boletus. La mayor parte de las especies descritas dentro de Xerocomus son comestibles. Ladurner y Simonini publicaron una amplia monografía sobre Xerocomus en 2003. Los resultados de diversos estudios filogenéticos arrojan evidencias que indican que éste se trata de un género heterogéneo, de origen polifilético.

## Especies
- X. badius (comestible, conocido generelmente como Boletus badius)
- X. chrysenteron (comestible, muy común)
- X. silwoodensis[3] (de comestibilidad desconocida, se encuentra en Inglaterra, España e Italia)
- X. subtomentosus (comestible y muy frecuente)
- X. truncatus (comestible y muy frecuente)